# Tysklands rikskansler
Tysklands rikskansler (tyska: Reichskanzler Deutschlands), var Tysklands regeringschef från Tysklands enande och Kejsardömet Tysklands utropande 1871 fram till Nazitysklands kapitulation 1945. 
Rikskanslerämbetet var således kontinuerligt under tre olika tyska statsbildningar; Kejsardömet Tyskland (Andra riket) och i Weimarrepubliken samt i Nazityskland (Tredje riket).

## Bakgrund

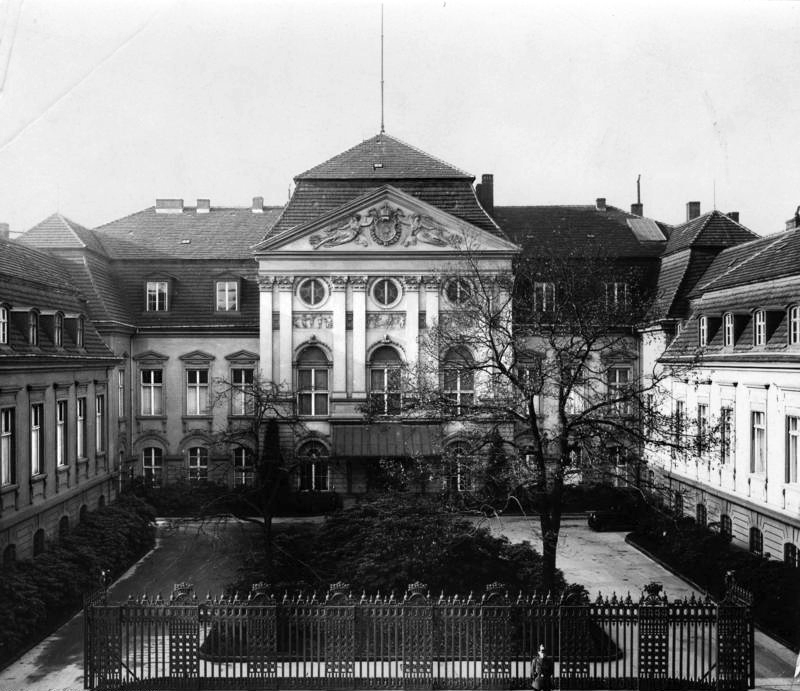
Rikskansliets byggnad på Wilhelmstraße som var i bruk 1875 till 1938.

Under kejsardömets tid utsågs rikskanslern direkt av tyske kejsaren, formellt utan hänsyn till riksdagen. Otto von Bismarck styrde i praktiken riket från grundandet med järnhand i kejsar Wilhelm I:s namn och myndighet. Bismarck var samtidigt även Preussens ministerpresident, dvs även regeringschef för den överlägset största delstaten. Bismarck fortsatte under trekejsaråret, men avskedades av kejsar Wilhelm II under 1890.
Men i början av 1900-talet blev det för att driva en funktionsduglig riksregering ofta nödvändigt med samarbete med riksdagen. Under Weimarrepubliken ersattes kejsarens ställning av Tysklands rikspresident. Weimarkonstitutionen gav möjlighet för rikskanslern och regeringen, med rikspresidentens stöd, att verkställa åtgärder i strid med riksdagen.  
Riksdagen sattes emellertid helt ur spel efter Riksdagshusbranden varefter Hitler, vars regering erhållit en riksdagsmajoritet först efter nyval, utövade rikskanslerämbetet diktatoriskt genom Fullmaktslagen. Efter rikspresident Paul von Hindeburgs död 1935 sammanfogade Hitler statschefs- och regeringschefsposten till ett samlat ämbete under sin livstid: Führer och rikskansler (tyska: Führer und Reichkanzler).
Den siste rikskanslern, Joseph Goebbels, efterträddes efter sin död av Lutz Schwerin von Krosigk, utsedd av den dåvarande rikspresidenten Karl Dönitz, med titeln ledande minister.

## Efterföljare i Västtyskland och Östtyskland
Sedan Tyskland återupprättats som stat efter fyra års ockupation av segrarmakterna instiftades separata regeringschefsposter i den två tyska staterna: Västtysklands förbundskansler i Västtyskland och Östtysklands ministerpresident i Östtyskland.

## Lista över Tysklands rikskanslerer
| Kejsardömet Tyskland (1871–1918) | Kejsardömet Tyskland (1871–1918) | Kejsardömet Tyskland (1871–1918)                        | Kejsardömet Tyskland (1871–1918) | Kejsardömet Tyskland (1871–1918) | Kejsardömet Tyskland (1871–1918) | Kejsardömet Tyskland (1871–1918) | Kejsardömet Tyskland (1871–1918) | Kejsardömet Tyskland (1871–1918) |
| Nr                               | Porträtt                         | Rikskansler (Född–Död)                                  | Tillträde                        | Frånträde                        | Varaktighet                      | Politiskt parti                  | Politiskt parti                  | Regering                         |
| -------------------------------- | -------------------------------- | ------------------------------------------------------- | -------------------------------- | -------------------------------- | -------------------------------- | -------------------------------- | -------------------------------- | -------------------------------- |
| 1                                |                                  | Furst Otto von Bismarck (1815–1898)                     | 21 mars 1871                     | 20 mars 1890                     | 18 år och 364 dagar              |                                  | Partilös                         | Bismarck                         |
| 2                                |                                  | Greve Leo von Caprivi (1831–1899)                       | 20 mars 1890                     | 26 oktober 1894                  | 4 år och 220 dagar               |                                  | Partilös                         | Caprivi                          |
| 3                                |                                  | Furst Chlodwig zu Hohenlohe-Schillingsfürst (1819–1901) | 29 oktober 1894                  | 17 oktober 1900                  | 5 år och 353 dagar               |                                  | Partilös                         | Hohenlohe-Schillingsfürst        |
| 4                                |                                  | Furst Bernhard von Bülow (1849–1929)                    | 17 oktober 1900                  | 14 juli 1909                     | 8 år och 270 dagar               |                                  | Partilös                         | Bülow                            |
| 5                                |                                  | Theobald von Bethmann-Hollweg (1856–1921)               | 14 juli 1909                     | 13 juli 1917                     | 7 år och 364 dagar               |                                  | Partilös                         | Bethmann-Hollweg                 |
| 6                                |                                  | Georg Michaelis (1857–1936)                             | 14 juli 1917                     | 1 november 1917                  | 0 år och 110 dagar               |                                  | Partilös                         | Michaelis                        |
| 7                                |                                  | Greve Georg von Hertling (1843–1919)                    | 1 november 1917                  | 30 september 1918                | 0 år och 333 dagar               |                                  | Centrumpartiet                   | Hertling                         |
| 8                                |                                  | Prins Max av Baden (1867–1929)                          | 3 oktober 1918                   | 9 november 1918                  | 0 år och 40 dagar                |                                  | Partilös                         | Baden                            |
| 9                                |                                  | Friedrich Ebert (1871–1925)                             | 9 november 1918                  | 10 november 1918                 | 0 år och 1 dag                   |                                  | SPD                              | –                                |
| Weimarrepubliken (1919–1933)     |                                  |                                                         |                                  |                                  |                                  |                                  |                                  |                                  |
| Nr                               | Porträtt                         | Rikskansler (Född–Död)                                  | Tillträde                        | Frånträde                        | Varaktighet                      | Politiskt parti                  | Politiskt parti                  | Regering                         |
| 10                               |                                  | Philipp Scheidemann (1865–1939)                         | 13 februari 1919                 | 20 juni 1919                     | 0 år och 127 dagar               |                                  | SPD                              | Scheidemann                      |
| 11                               |                                  | Gustav Bauer (1870–1944)                                | 21 juni 1919                     | 26 mars 1920                     | 0 år och 279 dagar               |                                  | SPD                              | Bauer                            |
| 12                               |                                  | Hermann Müller (1876–1931)                              | 27 mars 1920                     | 8 juni 1920                      | 0 år och 73 dagar                |                                  | SPD                              | Müller I                         |
| 13                               |                                  | Konstantin Fehrenbach (1852–1926)                       | 25 juni 1920                     | 4 maj 1921                       | 0 år och 313 dagar               |                                  | Centrumpartiet                   | Fehrenbach                       |
| 14                               |                                  | Joseph Wirth (1879–1956)                                | 10 maj 1921                      | 14 november 1922                 | 1 år och 188 dagar               |                                  | Centrumpartiet                   | Wirth I Wirth II                 |
| 15                               |                                  | Wilhelm Cuno (1876–1933)                                | 22 november 1922                 | 12 augusti 1923                  | 0 år och 263 dagar               |                                  | Partilös                         | Cuno                             |
| 16                               |                                  | Gustav Stresemann (1878–1929)                           | 13 augusti 1923                  | 23 november 1923                 | 0 år och 102 dagar               |                                  | Deutsche Volkspartei             | Stresemann I Stresemann II       |
| 17                               |                                  | Wilhelm Marx (1863–1946)                                | 30 november 1923                 | 15 januari 1925                  | 1 år och 46 dagar                |                                  | Centrumpartiet                   | Marx I Marx II                   |
| 18                               |                                  | Hans Luther (1879–1962)                                 | 15 januari 1925                  | 12 maj 1926                      | 1 år och 117 dagar               |                                  | Deutsche Volkspartei             | Luther I Luther II               |
| (17)                             |                                  | Wilhelm Marx (1863–1946)                                | 17 maj 1926                      | 12 juni 1928                     | 2 år och 26 dagar                |                                  | Centrumpartiet                   | Marx III Marx IV                 |
| (12)                             |                                  | Hermann Müller (1876–1931)                              | 28 juni 1928                     | 27 mars 1930                     | 1 år och 272 dagar               |                                  | SPD                              | Müller II                        |
| 19                               |                                  | Heinrich Brüning (1885–1970)                            | 30 mars 1930                     | 30 maj 1932                      | 2 år och 61 dagar                |                                  | Centrumpartiet                   | Brüning I Brüning II             |
| 20                               |                                  | Franz von Papen (1879–1969)                             | 1 juni 1932                      | 17 november 1932                 | 0 år och 169 dagar               |                                  | Partilös                         | Papen                            |
| 21                               |                                  | Kurt von Schleicher (1882–1934)                         | 3 december 1932                  | 28 januari 1933                  | 0 år och 56 dagar                |                                  | Partilös                         | Schleicher                       |
| Tredje riket (1933–1945)         |                                  |                                                         |                                  |                                  |                                  |                                  |                                  |                                  |
| Nr                               | Porträtt                         | Rikskansler (Född–Död)                                  | Tillträde                        | Frånträde                        | Varaktighet                      | Politiskt parti                  | Politiskt parti                  | Regering                         |
| 22                               |                                  | Adolf Hitler (1889–1945)                                | 30 januari 1933                  | 30 april 1945 †                  | 12 år och 90 dagar               |                                  | NSDAP                            | Hitler                           |
| 23                               |                                  | Joseph Goebbels (1897–1945)                             | 30 april 1945                    | 1 maj 1945 †                     | 0 år och 1 dag                   |                                  | NSDAP                            | Goebbels                         |
| 24                               |                                  | Greve Lutz Schwerin von Krosigk (1887–1977)             | 2 maj 1945                       | 23 maj 1945                      | 0 år och 21 dagar                |                                  | Partilös                         | Schwerin von Krosigk             |